# Aliağa
Aliağa este un oraș din Turcia.